# ویکتور بریج، شهرستان تایرون
ویکتور بریج (به انگلیسی: Victoria Bridge) یک روستا در بریتانیا است. ویکتور بریج ۳۱۸ نفر جمعیت دارد.